# Traforo del Gran San Bernardo
Il traforo del Gran San Bernardo (in francese tunnel du Grand-Saint-Bernard) è un tunnel lungo 5798 m che mette in comunicazione la Valle d'Aosta con il Canton Vallese.

## Descrizione
Il traforo attraversa la catena alpina al di sotto dell'omonimo valico, posto sul confine italo-svizzero, a 2.469 m di quota. Gli imbocchi sono situati nei comuni di Bourg-Saint-Pierre (1.918 m) in Svizzera e Saint-Rhémy-en-Bosses (1.875 m) in Italia.
Il nome del passo si deve a San Bernardo di Mentone, che fondò un ospizio come rifugio per i pellegrini, in territorio svizzero, nell'XI secolo.

## Storia

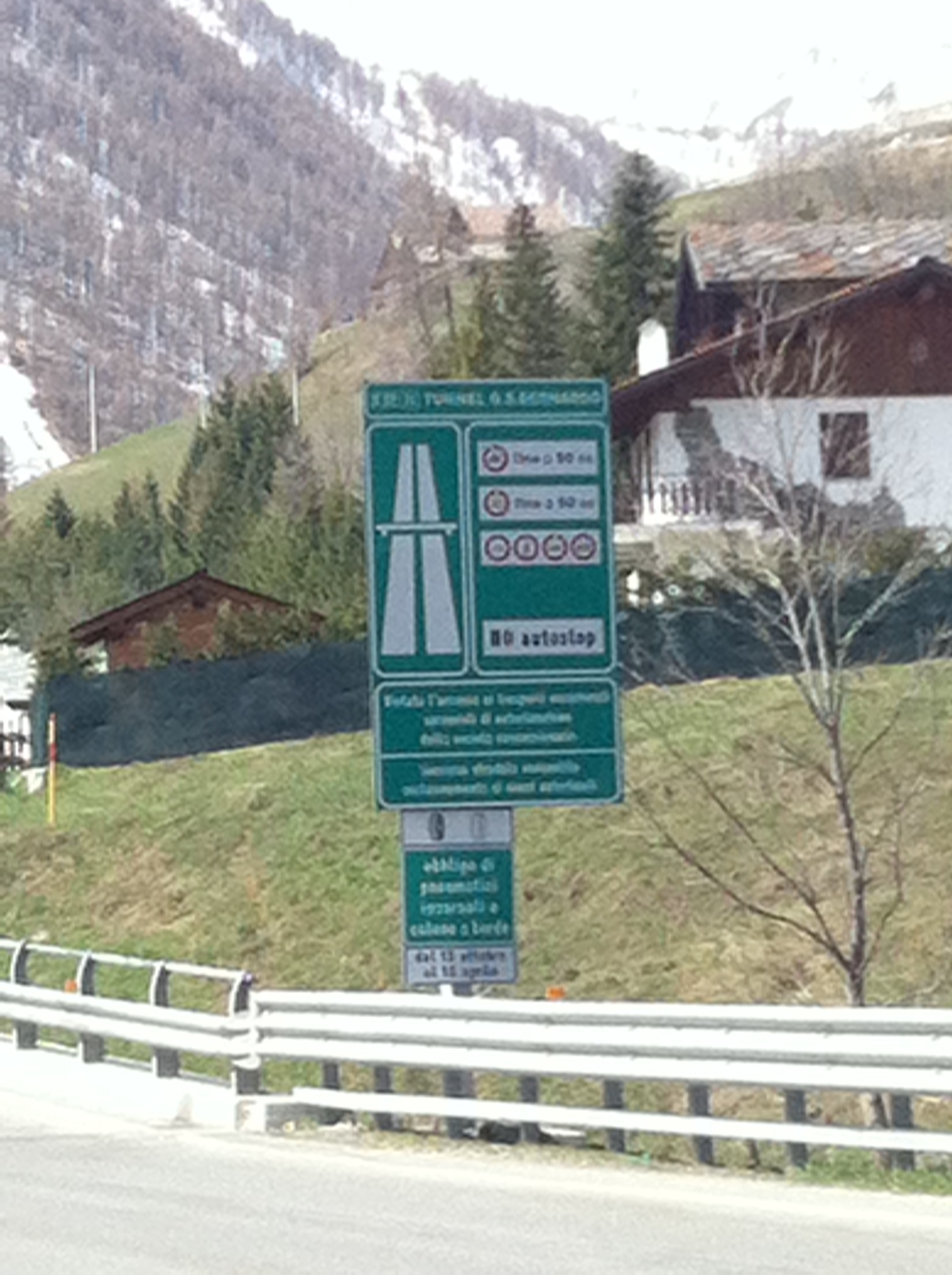
Inizio del raccordo autostradale del Traforo del Gran San Bernardo

L'inizio dello scavo avvenne, sotto la guida dell'ing. Giorgio Dardanelli, nel 1958 e in sei anni fu portato a compimento. Dal 1963 al 1997 il tunnel ha ospitato l'oleodotto Genova-Ingolstadt.
Il 19 marzo 1964 fu inaugurato come primo traforo stradale alpino. Il cavo è rivestito da uno spesso strato di cemento armato gettato in opera e la struttura ospita un'unica carreggiata a doppio senso di marcia. Su entrambi i versanti una strada coperta conduce agli accessi del tunnel. Dall'Italia è raggiungibile attraverso la SS27 che prosegue come strada principale 21 in territorio svizzero. Il transito è soggetto a pedaggio.
Il 1º ottobre 2010 sono iniziati i lavori per la realizzazione della galleria di servizio e sicurezza, un cavo di 4,30 m di diametro, posto a un interasse di 22 m dal traforo stradale; le due gallerie saranno collegate da 23 by-pass con lo scopo di garantire una maggiore sicurezza degli utenti del traforo in caso d'incidenti.

## Autostrada di accesso
La parte italiana, nella rete autostradale, è classificata come "traforo T2", ed è considerata autostrada a tutti gli effetti, con segnali di inizio autostrada e limite di velocità a 80 km/h, sebbene abbia una sola corsia per senso di marcia e non sia possibile il sorpasso. È gestita dalla Società Italiana Traforo del Gran San Bernardo. La strada è lunga complessivamente 9,9 km, è a carreggiata unica ed è dotata di una copertura per 6,1 km. Si dirama dalla SS27 e la sezione classificata come autostrada parte dalla chilometrica 0,6 km, presso lo svincolo di Saint-Rhémy-en-Bosses, per cui la parte classificata come tale è di 9,3 km.
*Su sfondo rosa le strade in territorio svizzero.
| T2 Autostrada di Accesso |                                                             |      |      |                   |                |
| Tipo                     | Indicazione                                                 | ↓km↓ | ↑km↑ | Provincia Cantone | Strada europea |
|                          | Strada statale 27 Colle del Gran San Bernardo - Aosta       | 0,0  | 16,3 | Aosta             | E27            |
|                          | Area di servizio                                            |      |      | Aosta             | E27            |
|                          | Saint-Rhémy-en-Bosses                                       | 0,4  | 15,9 | Aosta             | E27            |
|                          | Ristorante-Bar                                              |      |      | Aosta             | E27            |
|                          | cambio segnaletica                                          | 0,6  | 15,7 | Aosta             | E27            |
|                          | Crévacol (solo dir. nord)                                   | 2,6  | 13,7 | Aosta             | E27            |
|                          | Barriera Gran San Bernardo                                  | 9,6  | 6,7  | Aosta             | E27            |
|                          | Entrata Sud Traforo del Gran San Bernardo                   | 9,9  | 6,4  | Aosta             | E27            |
| --                       | Confine di Stato Italia-Svizzera                            | 11,6 | 4,7  | -                 |                |
|                          | Entrata Nord Traforo del Gran San Bernardo                  | 15,7 | 0,6  | Vallese           | E27            |
|                          | Barriera Grand Saint Bernard                                | 15,8 | 0,5  | Vallese           | E27            |
|                          | Strada principale 21 Colle del Gran San Bernardo - Martigny | 16,3 | 0,0  | Vallese           | E27            |